# 區汝謙
區汝謙（?—?），广东电白人，清朝政治人物。贡生出身。
光绪14年（1888年），擔任清朝遵义府婺川縣知縣。后由鄒瑞俊接任。